# Jordan Pickford
Jordan Lee Pickford (Washington North Lodge, 7 de março de 1994) é um futebolista inglês que atua como goleiro. Atualmente joga pelo Everton e pela Seleção Inglesa.

## Carreira no clube

### Sunderland
Pickford ingressou na Academia do Sunderland aos oito anos e progrediu pelas categorias de base antes de assinar termos de bolsa de estudos de dois anos em 2010. No ano seguinte, foi promovido da Academia para a equipe reserva.
Em 2011, Pickford assinou seu primeiro contrato profissional com o clube. No ano seguinte, ele assinou uma extensão de contrato com o clube.

#### Empréstimos para Darlington e Alfreton Town
Pickford assinou em empréstimo para o clube da Conference Premier Darlington a tempo de fazer sua estreia contra o Fleetwood Town em 21 de janeiro de 2012, jogando toda a partida na derrota por 1 a 0 em casa. O empréstimo inicial de um mês foi posteriormente estendido até o final de abril. Ele fez 17 aparições pelo Darlington, que foi rebaixado.
Em 25 de fevereiro de 2013, Pickford assinou com o clube da Conference Premier, Alfreton Town, novamente em um empréstimo inicial de um mês e foi uma opção de cobertura para Phil Barnes, que estava machucado. Ele estreou no dia seguinte em uma vitória por 5 a 1 sobre o Hyde United. Seu período de empréstimo no clube foi posteriormente estendido até o final da temporada. Durante esse período, Pickford manteve 5 partidas sem sofrer gols em 12 jogos.

#### Empréstimos para Burton Albion e Carlisle United
Em 2 de agosto de 2013, Pickford assinou outro contrato de empréstimo, desta vez com o clube da League Two, Burton Albion, e estreou no dia seguinte contra o Cheltenham Town. No entanto, seu empréstimo terminou em 17 de agosto, após o Sunderland chamá-lo de volta, com Pickford atuando apenas três vezes pelo Burton. Em 13 de setembro, Pickford voltou a se juntar ao Burton por empréstimo. Seus poucos jogos na equipe principal do Burton Albion levaram à extensão de seu período de empréstimo por mais um mês. Depois de fazer 13 aparições em seus dois períodos de empréstimo, Pickford foi novamente chamado pelo seu clube de origem. Posteriormente, ele passou 11 partidas como reserva não utilizada no banco, sendo uma opção de cobertura para Vito Mannone, entre 23 de novembro de 2013 e 18 de janeiro de 2014.
Embora tenha havido rumores de que ele poderia retornar por empréstimo ao Burton pela terceira vez, Pickford ingressou no clube da League One, Carlisle United, em um empréstimo de um mês em 8 de fevereiro de 2014. Ele estreou no mesmo dia em uma derrota por 2 a 1 fora de casa para o Gillingham. Sua forma e poucas aparições na equipe principal levaram o clube a mantê-lo emprestado pelo restante da temporada. Após estender seu empréstimo no clube, Pickford fez 18 aparições pelo Carlisle.
Ao final da temporada 2013–14, Pickford assinou um contrato de quatro anos com o Sunderland, mantendo-o no clube até 2018.

#### Empréstimo ao Bradford City
Em 21 de julho de 2014, Pickford ingressou no clube da League One, Bradford City, em um empréstimo de temporada para a temporada 2014–15. Ele estreou em 9 de agosto em uma vitória por 3 a 2 contra o Coventry City no Valley Parade, e manteve seu primeiro jogo sem sofrer gols na partida seguinte, um empate por 0 a 0 fora de casa contra o Walsall. Pickford então recebeu seu primeiro cartão vermelho depois de ser expulso aos 11 minutos de uma derrota por 2 a 1 para o Rochdale em 10 de janeiro de 2015. Ele cumpriu uma suspensão de uma partida, pela qual seu clube não recorreu.
Em 7 de fevereiro, ele foi novamente expulso do jogo ao ser expulso nos últimos minutos de um empate por 2 a 2 fora de casa contra o Port Vale. Após receber uma suspensão de duas partidas, o clube apelou com sucesso e teve a suspensão revogada.
Pickford se estabeleceu como goleiro titular na maior parte da temporada até ser convocado pelo seu clube de origem em 9 de março de 2015.

#### Empréstimo ao Preston North End
Em 31 de julho de 2015, Pickford se juntou ao clube da Championship, o Preston North End, em um empréstimo de uma temporada para a temporada 2015–16. Ele manteve a baliza inviolada em sua estreia em um empate em 0–0 contra o Middlesbrough no Deepdale.
Mais balizas invioladas em uma vitória por 1–0 contra o Milton Keynes Dons em sua segunda partida na liga e um empate em 0–0 com o Rotherham United em 18 de agosto fizeram três balizas invioladas em suas primeiras três partidas na liga pelo clube. Em 25 de agosto, Pickford manteve outra baliza inviolada quando o Preston derrotou o Watford por 1–0 na Copa da Liga. Em 7 de novembro, ele registrou a sexta baliza inviolada consecutiva em um empate em 0–0 contra o QPR, igualando o recorde do clube. Durante sua passagem pelo Preston, Pickford impressionou seu colega veterano de equipe, Chris Kirkland, que disse: "Jordan sai para cortar cruzamentos e tem uma autoridade para alguém tão jovem... Quanto ao seu chute, é brilhante! Nunca vi ninguém chutar uma bola como ele faz." Em 20 de dezembro de 2015, Pickford foi polêmicamente expulso em uma derrota por 1–0 contra o Leeds United: ele avançou para desafiar o atacante Chris Wood, e foi julgado por ter tocado na bola. O Preston apelou com sucesso da decisão, usando imagens de replay que mostravam a bola atingindo seu peito.

#### Retorno ao Sunderland
Em 1 de janeiro de 2016, Pickford foi convocado de volta pelo Sunderland, com o time lutando na 19ª posição na Premier League. Ele fez sua estreia na equipe principal em 9 de janeiro de 2016, em uma derrota por 3–1 na FA Cup contra o Arsenal. Ele fez sua estreia na Premier League contra o Tottenham Hotspur no White Hart Lane em 16 de janeiro de 2016, perdendo por 4–1, o que significava que ele tinha jogado nas cinco principais ligas do futebol inglês aos 21 anos de idade. Em 26 de janeiro, Pickford assinou um novo contrato comprometendo seu futuro com o Sunderland até 2020.

#### Temporada 2017–18
Em 15 de junho de 2017, Pickford assinou com o clube da Premier League, o Everton, em um contrato de cinco anos. A taxa inicial de £25 milhões, com a possibilidade de chegar a £30 milhões em adicionais, o tornou o terceiro goleiro mais caro da história na época, o goleiro britânico mais caro de todos os tempos e o tornará a segunda contratação mais cara do Everton, pendente dos pagamentos adicionais, já que Gylfi Sigurðsson é atualmente a contratação mais cara do clube, com £40 milhões mais pagamentos adicionais. Pickford fez sua estreia na liga pelo Everton em 12 de agosto de 2017, quando seu clube venceu o Stoke City por 1–0 no Goodison Park. No final de sua primeira temporada, ele foi nomeado Jogador da Temporada do Everton, junto com inúmeros outros prêmios do clube.

#### Temporada 2018–19
Em 2 de dezembro de 2018, contra os rivais locais do Liverpool, Pickford cometeu um erro no último minuto depois de não conseguir dominar um voleio de Virgil van Dijk, permitindo que Divock Origi marcasse o gol da vitória para o Liverpool com uma cabeçada de curta distância no 96º minuto.
Em 10 de março de 2019, contra o Newcastle United, Pickford errou ao julgar um cruzamento de Matt Ritchie e depois fez uma tackle de rugby em Salomón Rondón, concedendo um pênalti. Ele rapidamente se redimiu ao defender o pênalti de Ritchie com as pernas, e o Everton duplicou sua vantagem um minuto depois. No segundo tempo, quando um chute de Rondón foi para fora do gol, Pickford foi visto sorrindo para os torcedores do Newcastle na arquibancada Gallowgate. No entanto, ele concedeu três vezes depois disso, incluindo ao espalmar um chute de Miguel Almirón para o caminho de Ayoze Pérez. No Match of the Day, 

Ian Wright sugeriu que Pickford deveria ter se concentrado mais em seu jogo e, dado que era um ex-jogador do Sunderland, não deixar suas emoções afetá-lo. Em abril de 2019, Pickford foi supostamente filmado envolvido em uma confusão; a polícia disse que investigaria.

#### Temporada 2019–20
Pickford permaneceu como o goleiro titular do Everton, fazendo 38 aparições na Premier League e mantendo 13 clean sheets.
No entanto, ele enfrentou dificuldades com a forma e novamente cometeu vários erros. Seu recorde de quatro erros que resultaram em gols foi o mais alto de qualquer goleiro na Premier League. Quando se tratava de defender chutes, apenas Chelsea's Kepa Arrizabalaga salvou menos do que Pickford. Apesar disso, Carlo Ancelotti permaneceu firme em seu apoio a Pickford, dizendo "Às vezes, infelizmente, você pode cometer um erro, mas depois disso precisa ter a personalidade para seguir em frente rapidamente e ele fez isso."
No entanto, ele teve um desempenho muito melhor na EFL Cup, fazendo parte da equipe que chegou às quartas de final da competição, inclusive defendendo um pênalti do Leicester City's James Maddison. No entanto, não foi o suficiente e o Leicester avançou após a disputa de pênaltis.

#### Temporada 2020–21
Pickford continuou sendo o goleiro titular do Everton, fazendo parte da equipe que venceu seus quatro primeiros jogos pela primeira vez desde a temporada 1969–70.
No primeiro Merseyside derby da temporada, Pickford foi criticado por sua entrada no defensor do Liverpool, Virgil van Dijk, que resultou na substituição de Van Dijk após seis minutos, com o que mais tarde se revelou ser uma lesão no ACL que encerrou sua temporada. O derby foi um dos mais acalorados dos últimos anos, com Richarlison sendo expulso por uma entrada tardia em Thiago Alcântara e o capitão Jordan Henderson tendo um gol da vitória anulado por impedimento pelo VAR.

#### Temporada 2021–22
Em 25 de maio de 2022, Pickford conquistou o prêmio de Jogador da Temporada do Everton após uma campanha pessoalmente destacada. Em 28 de maio de 2022, Pickford conquistou o prêmio de Defesa da Temporada de 2021–22 da Castrol por sua incrível defesa na linha do gol contra o Chelsea. Depois que o chute de Mason Mount bateu nas duas traves, Pickford correu pela linha e depois mergulhou na direção oposta para evitar o rebote de Azpilicueta, enquanto o Everton vencia o Chelsea por 1–0 em 1º de maio de 2022.

#### Temporada 2022–23
Pickford manteve seu primeiro clean sheet da temporada 2022–23 em 3 de setembro de 2022, no empate do Merseyside derby no Goodison Park. Ele foi elogiado por sua atuação na partida pelo principal escritor de futebol da BBC Sport, Phil McNulty, que disse que "o status de Pickford como goleiro titular da Inglaterra é inquestionável e totalmente merecido" antes da Copa do Mundo FIFA de 2022.
Ele assinou um novo contrato com o Everton em 24 de fevereiro de 2023, mantendo-o no clube até junho de 2027.

## Carreira Internacional

### Juvenil

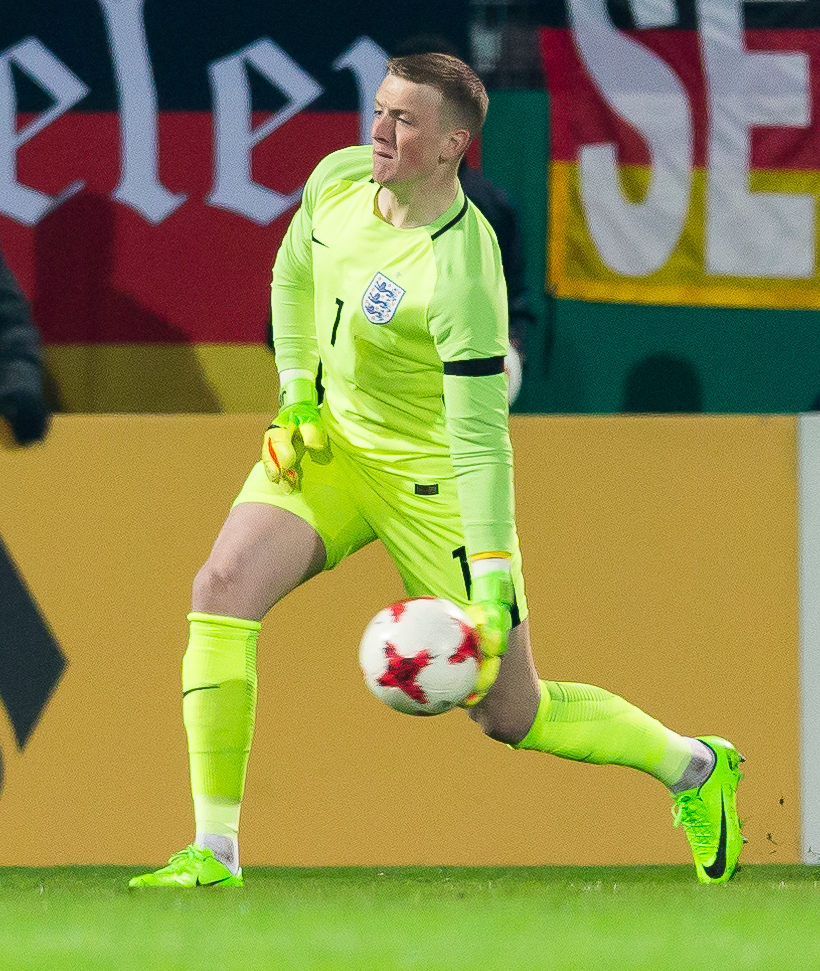
Pickford jogando pela Inglaterra Sub-21 em 2017

Pickford representou a seleção inglesa em todos os níveis, desde os sub-16 até os sub-21. Em outubro de 2009, ele fez sua estreia pela Inglaterra Sub-16 contra o País de Gales Sub-16. Em 2011, Pickford representou a Inglaterra na Copa do Mundo Sub-17 da FIFA. Em uma partida contra o Canadá, Pickford permitiu um gol aos 86 minutos, de um chute de longa distância do goleiro canadense Quillan Roberts, que empatou o jogo em 2–2, que permanece como o único gol marcado por um goleiro em uma final da FIFA até hoje em jogo aberto.
Em 25 de agosto de 2015, ele foi convocado para a seleção Sub-21 da Inglaterra pela primeira vez. Pickford estreou pelos Sub-21 em um amistoso contra os Estados Unidos Sub-23 em Deepdale em 3 de setembro de 2015.
Em 14 de outubro, Pickford auxiliou no gol de Nathan Redmond na vitória por 3-0 da Inglaterra Sub-21 sobre o Cazaquistão na Ricoh Arena, com um passe de longa distância de sua própria área de penalidade. Sua equipe venceu o Toulon Tournament de 2016, o primeiro em 22 anos.
Em 9 de outubro de 2016, Pickford recebeu sua primeira convocação para a seleção principal da Inglaterra, substituindo o lesionado Tom Heaton para o qualificador da Copa do Mundo de 2018 contra a Eslovênia.
Pickford liderou a Inglaterra Sub-21 até a semifinal do Campeonato Europeu Sub-21 da UEFA de 2017, em junho de 2017, com uma série de excelentes atuações.

### Seleção Principal
Em 24 de agosto de 2017, Pickford foi convocado para a seleção da Inglaterra pelo técnico Gareth Southgate para dois jogos de qualificação para a Copa do Mundo de 2018 contra Malta e Eslováquia. No entanto, mais tarde ele se retirou do time devido a lesão. Pickford fez sua estreia em um amistoso em 10 de novembro de 2017, começando enquanto a Inglaterra empatava em 0-0 com a Alemanha no Estádio de Wembley.

#### Copa do Mundo FIFA de 2018

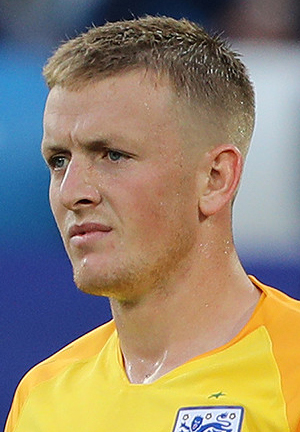
Pickford jogando pela Inglaterra na Copa do Mundo FIFA de 2018

Pickford foi convocado para o elenco de 23 jogadores da seleção inglesa para a Copa do Mundo FIFA de 2018. Ele começou a partida de abertura contra a Tunísia, que a Inglaterra venceu por 2-1. Em sua partida das oitavas de final em 3 de julho, Pickford ajudou a Inglaterra a vencer a Colômbia por 4-3 nos pênaltis após um empate em 1-1, defendendo de Carlos Bacca, para reivindicar a primeira vitória da seleção inglesa em uma disputa de pênaltis na Copa do Mundo e um lugar nas quartas de final.
Em 7 de julho de 2018, Pickford manteve seu primeiro clean sheet da Copa do Mundo e foi nomeado o homem do jogo, quando a Inglaterra eliminou a Suécia com uma vitória por 2-0 nas quartas de final. O resultado garantiu à Inglaterra um lugar nas semifinais da Copa do Mundo pela primeira vez desde 1990
.

#### UEFA Nations League 2019
Em junho de 2019, Pickford marcou e depois defendeu o pênalti decisivo enquanto a Inglaterra vencia a Suíça para terminar em terceiro na primeira edição das Finais da UEFA Nations League. Foi a segunda disputa de pênaltis consecutiva que a Inglaterra venceu, com Pickford defendendo pênaltis em ambas, e ele se tornou o primeiro goleiro a cobrar (e marcar) um pênalti em uma disputa de pênaltis competitiva pela Inglaterra.

#### Euro 2020
Em 1º de junho de 2021, Pickford foi nomeado no elenco de 26 jogadores para a UEFA Euro 2020 remarcada. No torneio, Pickford se tornou o primeiro goleiro na história a manter a baliza inviolada nos cinco primeiros jogos de um Campeonato Europeu. Em 7 de julho de 2021, Pickford estabeleceu um recorde de todos os tempos para a Inglaterra de minutos consecutivos sem sofrer gols por um goleiro. Ele estabeleceu a marca de 721 minutos na metade do primeiro tempo da semifinal da Euro 2020 contra a Dinamarca, ultrapassando um recorde anteriormente mantido por Gordon Banks (720 minutos). Em 11 de julho de 2021, Pickford defendeu dois pênaltis da Itália durante a disputa de pênaltis na final da UEFA Euro 2020, depois que a partida terminou 1-1 após o tempo extra. No entanto, a Inglaterra perdeu por 3-2 após errar seus últimos três pênaltis.

#### Copa do Mundo FIFA 2022
Pickford foi selecionado para o elenco de 26 jogadores da Inglaterra em 10 de novembro de 2022 para a Copa do Mundo FIFA de 2022. Ele jogou todos os minutos da campanha da Inglaterra e manteve três jogos sem sofrer gols. Os dois primeiros foram nos jogos da fase de grupos contra os EUA (0–0) e País de Gales (3–0), enquanto a Inglaterra liderava o Grupo B. Ele também impediu o Senegal na vitória da Inglaterra por 3–0 nas oitavas de final da Copa do Mundo de 2022. Pickford conquistou sua 50ª cap na derrota da Inglaterra nas quartas de final para a França.

## Seleção Inglesa
Em 24 de agosto de 2017, Pickford foi convocado para a Seleção Inglesa pelo técnico Gareth Southgate para duas partidas das Eliminatórias da Copa do Mundo FIFA de 2018, contra Malta e Eslováquia. No entanto, acabou sendo cortado, devido a uma lesão. Pickford estreou em um amistoso em 10 de novembro de 2017, começando em um empate em 0-0 com a Alemanha, no Estádio de Wembley.
Pickford foi convocado pelo técnico Gareth Southgate para defender a Seleção Inglesa na Copa do Mundo FIFA de 2018. Foi o goleiro titular e um dos grandes destaques da Seleção Inglesa, fazendo várias defesas decisivas, como o chute de longa distância de Mateus Uribe e o pênalti cobrado pelo atacante Carlos Bacca nas oitavas-de-final contra a Colômbia, eliminando um fantasma que rondava o "English Team", que não vencia uma decisão por pênaltis desde a Eurocopa de 1996. As atuações de gala contra Suécia e Croácia também coroaram a Copa de Pickford, tido por muitos como o Melhor Goleiro da Copa do Mundo FIFA de 2018. O prêmio Luva de Ouro, no entanto, foi dado ao belga Thibaut Courtois.

## Títulos
Seleção Inglesa
- Torneio de Toulon: 2016

### Prêmios Individuais
- Jogador Sub-21 da Inglaterra do ano: 2017
- Melhor Jogador da Partida Suécia 0x2 Inglaterra Copa do Mundo 2018
- Jogador da Época do Everton: 2017–18
- Jogador da Temporada do Everton: 2017–18
- Jogador Jovem da Temporada do  Everton: 2017–18
- Equipe do torneio da Liga das Nações da UEFA: 2018–19[105]